# Näverbergstjärnen
Näverbergstjärnen är en sjö i Ovanåkers kommun i Hälsingland och ingår i Ljusnans huvudavrinningsområde. Sjön är 7,4 meter djup, har en yta på 0,114 kvadratkilometer och befinner sig 310,2 meter över havet.

## Delavrinningsområde
Näverbergstjärnen ingår i det delavrinningsområde (682014-149051) som SMHI kallar för Ovan 681925-149157. Medelhöjden är 285 meter över havet och ytan är 2,16 kvadratkilometer. Räknas de 2 avrinningsområdena uppströms in blir den ackumulerade arean 30,55 kvadratkilometer. Ullångsån (Kyaån) som avvattnar avrinningsområdet har biflödesordning 3, vilket innebär att vattnet flödar genom totalt 3 vattendrag innan det når havet efter 108 kilometer. Avrinningsområdet består mestadels av skog (84 procent). Avrinningsområdet har 0,11 kvadratkilometer vattenytor vilket ger det en sjöprocent på 5,2 procent.